# Wilhelm Engelhard (Verleger)
Wilhelm Engelhard (* 23. August 1896 in Aschaffenburg, Deutschland; † 7. März 1992 ebenda) war ein deutscher Journalist, Verleger und Unternehmer.

## Leben
Geboren wurde Engelhard am 23. August 1896 in Aschaffenburg. Er besuchte das Gymnasium, erlitt eine Verwundung im Ersten Weltkrieg. Sein Studium schloss er mit der Promotion ab.
Ab 1920 in Berlin war er Handels- und Finanzredakteur der Vossischen Zeitung und des Berliner Börsen-Courier. 1933 legten die Nationalsozialisten den in jüdischem Besitz befindlichen Börsen-Courier durch Verschmelzung mit einer NS-Wirtschaftszeitung still.
Danach arbeitete er als Chefredakteur und als Teilhaber eines Verlags von Fachzeitschriften für Verkehr, Kraftverkehr und Landwirtschaft, Umzug in die Uckermark. 1945 kehrte er nach Aschaffenburg zurück. Die US-Militärregierung ernannte ihn zum Leiter des Finanzamts. 1947 wurde er neben August Gräf (1894–1559) zweiter Lizenzträger der im November 1945 von der US-Militärregierung gegründeten und in Aschaffenburg erscheinenden Tageszeitung Main-Echo. Als Mitglied im Verband Bayerischer Zeitungsverleger (VBZV) setzte er sich bei der Einführung der Mehrwertsteuer für eine Befreiung der Tageszeitungen von dieser Steuer ein. Das gelang nicht, doch es kam zum halben Mehrwertsteuersatz. Engelhard wurde Aufsichtsrat der Wirtschaftlichen Genossenschaft der Presse e.G. (WIGO).
Als Verleger gab er dem Main-Echo die Ausrichtung als die unabhängige Tageszeitung am Bayerischen Untermain in der Nachbarschaft zu Hessen im Westen und zu Baden-Württemberg im Süden. Er sorgte für den wirtschaftlichen Erfolg, errichtete Regionalausgaben im Verbreitungsgebiet, und als eine der ersten Tageszeitungen in Deutschland brachte er die Farbe in sein Blatt. Er gab 1959 den Weg frei für die Einführung der elektronischen Datenverarbeitung in der Verwaltung. 1975 hielten Fotosatz in der Satztechnik und der vierfarbige Offsetdruck Einzug.
Engelhard gründete Firmen zur Herstellung von Endlosformularen und für den mehrfarbigen Etikettendruck. Die Kunstanstalten May AG, ein in Dresden gegründeter Kunstblattverlag, wurde Teil einer von Engelhard geführten Firmengruppe in Aschaffenburg. Im Juni 1976 erhielt Engelhard den Bayerischen Verdienstorden. Bis ins hohe Lebensalter blieb er verantwortlich im Unternehmen tätig. Er starb am 7. März 1992 im 96. Lebensjahr.

## Auszeichnungen (Auswahl)
- 1976: Bayerischer Verdienstorden